# Maria Luisa Righini Bonelli
Maria Luisa Righini Bonelli (11 de noviembre de 1917 – 18 de diciembre de 1981) fue una matemática e historiadora italiana.

## Biografía
Hija del general Luigi Bonelli y de Adele Giamperoli, Maria Luisa se trasladó a Florencia con su familia cuando era pequeña; aquí se licenció con el profesor Mario Casella en Lingua e Letteratura spagnola (Filología hispánica). Desde 1948 hasta 1968 enseñó español en la Facultad de Ciencias Políticas de la Universidad de Florencia.
Comenzó a enteresarse en historia de la ciencia gracias al encuentro con el profesor de historia de la medicina Andrea Corsini, figura determinante para su carrera profesional, en aquel entonces también director del Instituto y Museo de historia de la ciencia de Florencia, hoy Museo Galileo. En 1942 Corsini la contrató para continuar la obra - empezada por Giulio Cipriani - de reorganización y restauración de las colecciones dañadas por la guerra. En 1952 con el puesto de conservadora se hizo cargo de publicar el catálogo de la Primera Exposición Nacional de Historia de la Ciencia celebrada en Florencia en 1929 y de otras publicaciones, con la intención de describir y valorar los instrumentos conservados en el Museo. En 1954 fue nombrada Inspectora honoraria para la búsqueda y la conservación de los documentos de historia de la ciencia y de la tecnología de la provincia de Florencia, cargo que luego fue extendido a toda la región Toscana y más tarde a Italia entera. Durante este período comenzó a establecer relaciones con institutos y estudiosos de historia de la ciencia también en el ámbito internacional, tomando un papel activo en la organización del Octavo Congreso Internacional de historia de la ciencia, celebrado en Florencia en 1956.
En 1961, al morir Andrea Corsini, llegó a ser la Directora del Museo. Su educación en las artes liberales se reflejó en su actividad museográfica, considerando el museo como un cofre de memorias a preservar y valorar a través de exposiciones de enfoque más histórico y menos científico, de carácter mayormente divulgativo para un público más amplio.
En 1965 se casó con Guglielmo Righini, astrónomo y director del Observatorio astrofísico de Arcetri (Florencia). El año siguiente, el 4 de noviembre de 1966, el Palacio Castellani, ya sede del museo, fue gravemente afectado por la inundación del río Arno. Las colecciones, justo se acababan de reorganizar hacia dos años, resultaron otra vez severamente dañadas por el agua, el barro y la nafta. La directora, como vivía en un piso en la planta baja del mismo palacio, se encontró sola frente al suceso. Dándose prisa para salvar por lo menos los instrumentos más importantes, se aventuró sobre la cornisa que une el Palacio Castellani a los Uffizi: esta acción valiente apareció en la prensa de la época y se convirtió en el símbolo de la reacción de los florentinos ante el desastre.
La extensa red de relaciones que había previamente enlazado, resultó de vital importancia para la obra de restauración y reordenación de las colecciones, que empezó inmediatamente después del desastre, hasta el punto que el museo pudo reabrir, aunque solo parcialmente, en enero de 1967. 
Pero fue solamente en 1975 que vio la luz su idea de exposición de las colecciones, así como la había imaginado durante largos años después de la inundación, gracias al traslado de la Academia de la Crusca a otra sede que dejó espacios más amplios para el museo. 
Conjuntamente con la dirección del Museo, Bonelli había continuado su carrera universitaria enseñando historia de la ciencia en el Instituto de Zoología de la Universidad de Florencia, y desde el 1972 como profesora encargada en la Universidad de Camerino.
Fue directora de la "Rivista di storia e scienze mediche e naturali" desde 1943 hasta 1956, y además fundó con otros historiadores dos periódicos especializados en la historia de la ciencia: "Physis"  en 1959 y los "Annali dell'Istituto e Museo di Storia della Scienza" en 1976.
Fue también vicepresidente del International Union of the History and Philosophy of Science (IUHPS), miembro de la Académie Internationale d'Histoire des Sciences, de la Comisión para el inventario mondial de los aparatos científicos de interés histórico y de la Comisión bibliográfica mondial del IUHPS.
Fue galardonada con muchos premios, en 1967 recibió la Medalla de oro por la escuela, la cultura y el arte de la República Italiana y en 1979 también la George Sarton Medal, la más prestigiosa para un historiador de la ciencia.
Murió en Florencia en 1981 dejando la dirección del Museo a Paolo Galluzzi.

## Obras principales de historia de la ciencia[1]
Istituto e Museo di storia delle scienze (a cargo de) (1952). 1. Esposizione nazionale di storia delle scienze, Firenze, maggio-ottobre 1929 : catalogo con aggiornamenti, 1952 (en italiano). Firenze: L. S. Olschki.
Bonelli, Maria Luisa (1953). L'Istituto e Museo di storia della scienza di Firenze (en italiano). Firenze: Poligrafico toscano.
Bonelli, Maria Luisa (1958). Gli strumenti superstiti dell'Accademia del Cimento (en italiano). Pisa: Domus Galilaeana.
Bonelli, Maria Luisa (a cargo de) (1960). I globi di Vincenzo Coronelli (en italiano). Firenze: L. S. Olschki.
Bonelli, Maria Luisa (a cargo de) (1964). Mostra di documenti e cimeli galileiani (en italiano). Firenze: G. Barbèra.
Righini Bonelli, Maria Luisa (a cargo de) (1968). Il Museo di storia della scienza a Firenze (en italiano). Milano: Electa.
Di Pietro, G.; Righini Bonelli, M. L. (a cura di) (1970). Catalogo della biblioteca mediceo-lorenese (en italiano). Firenze: L. S. Olschki.
Cantù, M. C.; Righini Bonelli, M. L. (1973). Gli strumenti antichi al Museo di storia della scienza di Firenze (en italiano). Firenze: Arnaud.
Righini Bonelli, Maria Luisa (1974). Vita di Galileo (en italiano). Firenze: Nardini.
Cantù, M. Celeste; Righini Bonelli, Maria Luisa (1974). Accademia del Cimento (en italiano). Firenze: Nardini.
M. L. Righini Bonelli y William R. Shea, ed. (1975). Reason, experiment and mysticism in the scientific revolution (en inglés). New York: Science history publications.
da Vinci, Leonardo (1977).  Maria Luisa Righini Bonelli, ed. Le macchine (en italiano). Firenze: Giunti Nardini.
Righini Bonelli, Maria Luisa; Shea, William R. (1979). Galileo's Florentine residences. Firenze: Istituto e Museo di storia della scienza.
Righini Bonelli, Maria Luisa; Van Helden, Albert (1981). Divini and Campani: a forgotten chapter in the history of the Accademia del Cimento (en inglés). Firenze: Istituto e Museo di storia della scienza.